# Apoduvalius
Apoduvalius is een geslacht van kevers uit de familie van de loopkevers (Carabidae). De wetenschappelijke naam van het geslacht is voor het eerst geldig gepubliceerd in 1953 door Jeannel.

## Soorten
Het geslacht Apoduvalius omvat de volgende soorten:
- Apoduvalius alberichae Espanol, 1971
- Apoduvalius anseriformis Salgado & Pelaez, 2004
- Apoduvalius aphaenopsianus Espanol et E. Vives, 1983
- Apoduvalius asturiensis Salgado, 1991
- Apoduvalius champagnati Salgado, 1991
- Apoduvalius drescoi Jeannel, 1953
- Apoduvalius espanoli Salgado, 1996
- Apoduvalius franzi Jeannel, 1958
- Apoduvalius lecoqi Deuve, 1991
- Apoduvalius leonensis Salgado et Ortuno, 1998
- Apoduvalius naloni Salgado, 1993
- Apoduvalius negrei Jeannel, 1953
- Apoduvalius purroyi Salgado, 1987
- Apoduvalius salgadoi Carabajal, Garcia & Rodriguez, 2001
- Apoduvalius serrae E. Vives, 1976